# De tre Musketerer (amerikansk film fra 1921)
De tre Musketerer er en amerikansk stumfilm fra 1921 af Fred Niblo.

## Medvirkende
- Adolphe Menjou som Louis XIII
- Mary MacLaren som Anne of Austria
- Nigel De Brulier som Richelieu
- Thomas Holding som George Villiers
- Marguerite De La Motte som Constance Bonacieux
- Willis Robards som de Treville
- Boyd Irwin som Comte de Rochefort